# Lophotavia globulipes
Lophotavia globulipes är en fjärilsart som beskrevs av Walker 1865. Lophotavia globulipes ingår i släktet Lophotavia och familjen nattflyn. Inga underarter finns listade i Catalogue of Life.